# Provincia delle Galápagos
La provincia delle Galápagos è una delle 24 province dell'Ecuador, che si trova nella regione insulare. Il capoluogo è la cittadina di Puerto Baquerizo Moreno, mentre la città più popolosa è Puerto Ayora. È il più grande centro turistico dell'Ecuador, così come uno delle più grandi e più importanti riserve ecologiche del mondo. Con i suoi 26 640 abitanti, la provincia delle Galapagos è la meno popolata delle province ecuadoriane, principalmente a causa della volontà di preservazione della maggior parte della flora e della fauna endemica della regione.
Il territorio è costituito dall'arcipelago delle Galápagos, da cui prende il nome, composto da un totale di 52 isole e 107 tra scogli e isolotti minori.
I territori della provincia di Galapagos furono scoperti nel 1535 da Tomás de Berlanga, durante la colonizzazione spagnola. In passato, le isole servirono come nascondiglio per i pirati, che saccheggiavano diverse città del Sudamerica. L'Ecuador annetté le Isole Galapagos il 12 febbraio 1832, mentre l'attuale provincia fu creata il 18 febbraio 1973.
La provincia è politicamente suddivisa in tre cantoni. Le principali attività sono rappresentate dal turismo per la riserva naturale e dalla pesca.

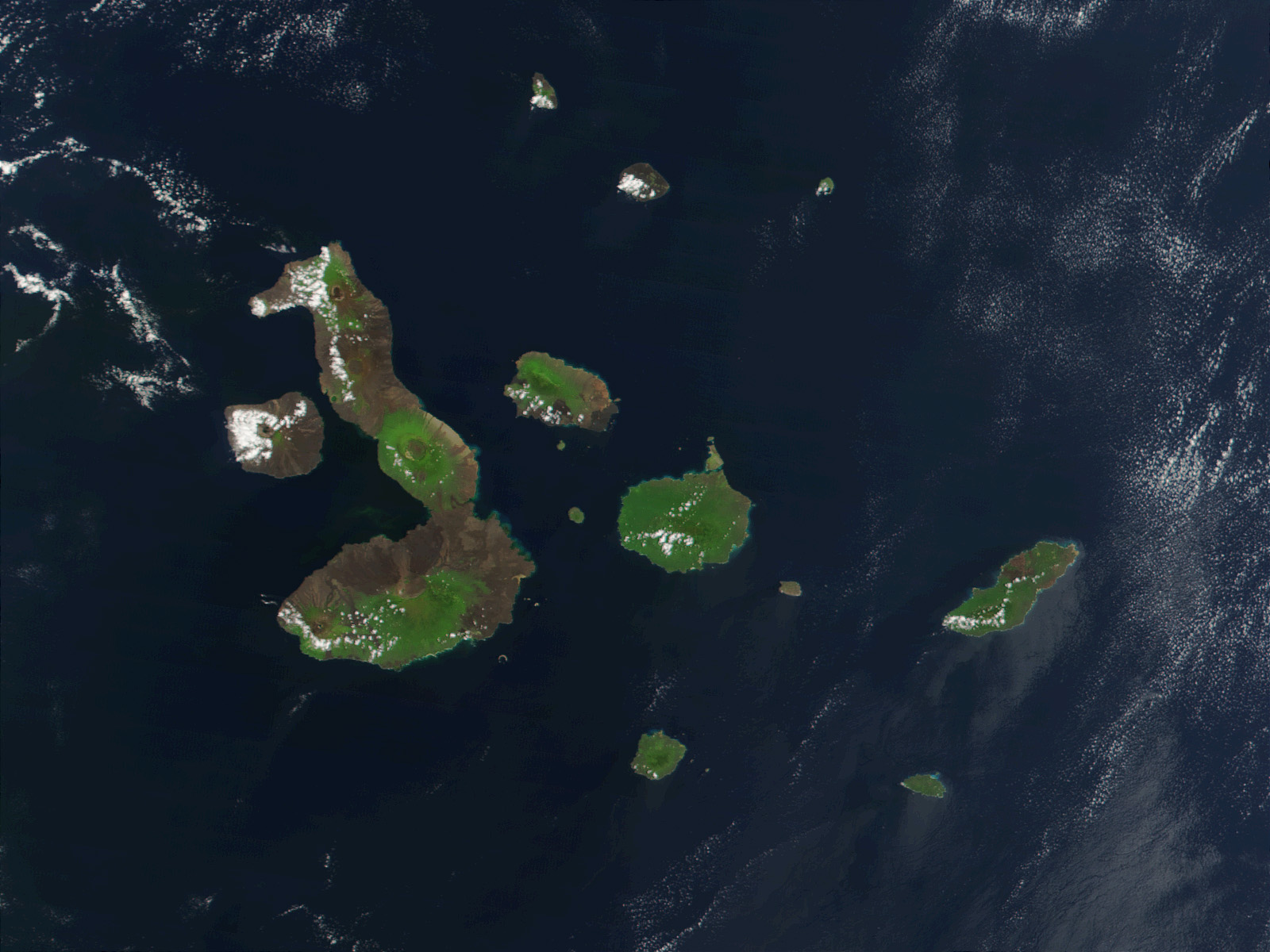
Galapagos

## Cantoni
La provincia è suddivisa in tre cantoni:
| # | Cantone       | Capoluogo               |
| - | ------------- | ----------------------- |
| 1 | Isabela       | Puerto Villamil         |
| 2 | San Cristóbal | Puerto Baquerizo Moreno |
| 3 | Santa Cruz    | Puerto Ayora            |

## Galleria d'immagini

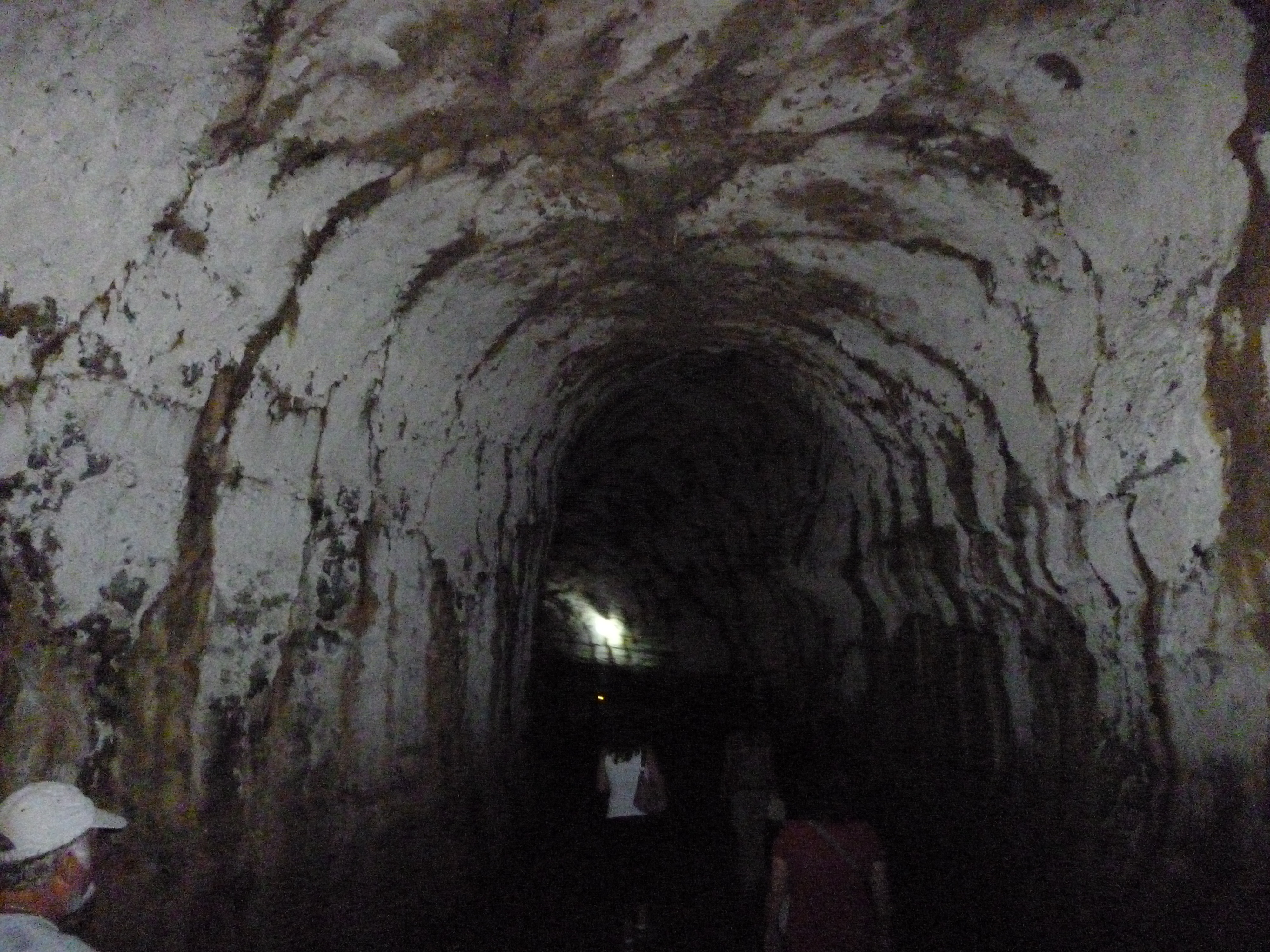
Tunnel di lava sull'isola di Santa Cruz.
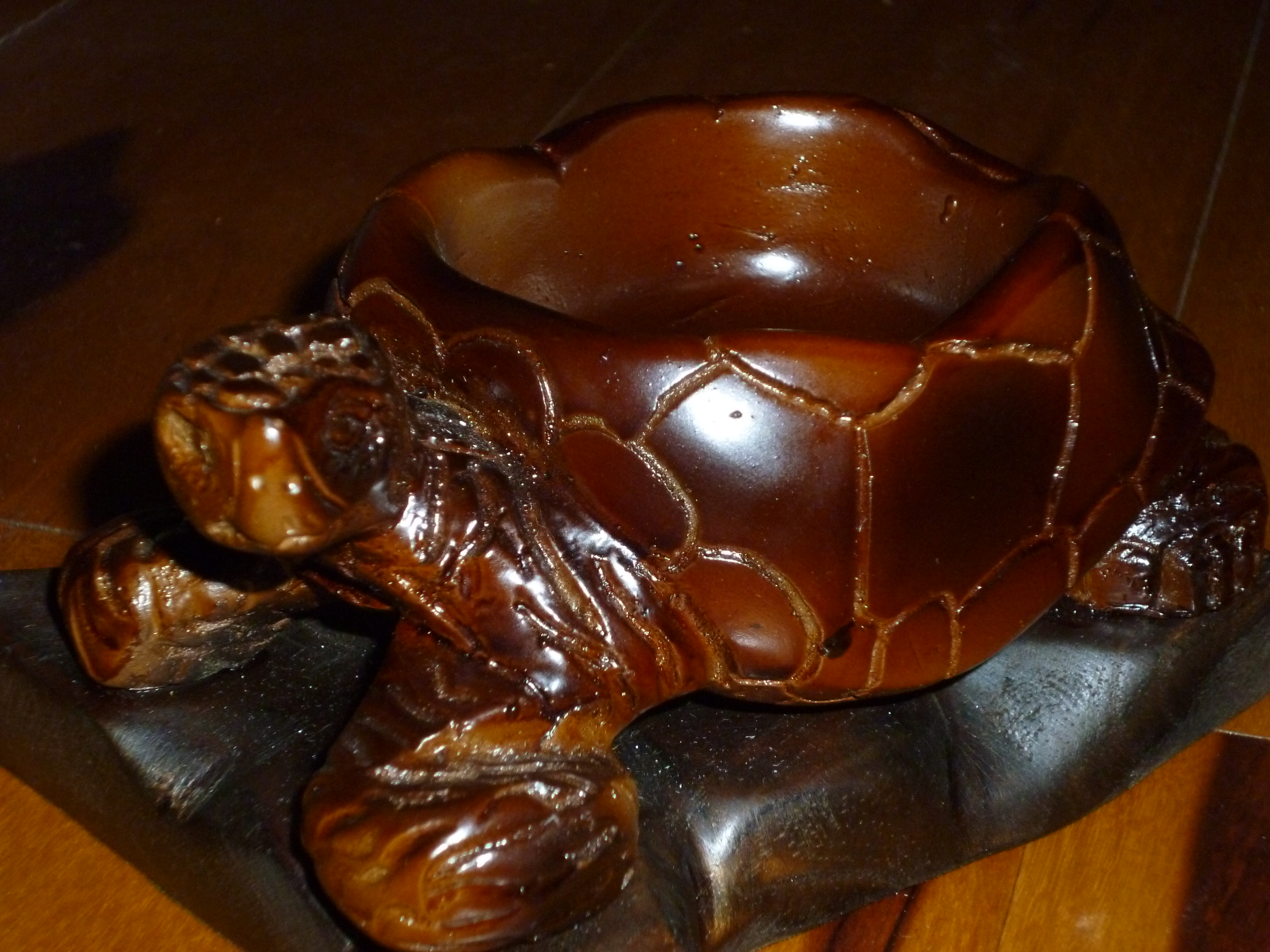
Molti artisti sull'isola di Santa Cruz realizzato artigianalmente oggetti in legno intagliato
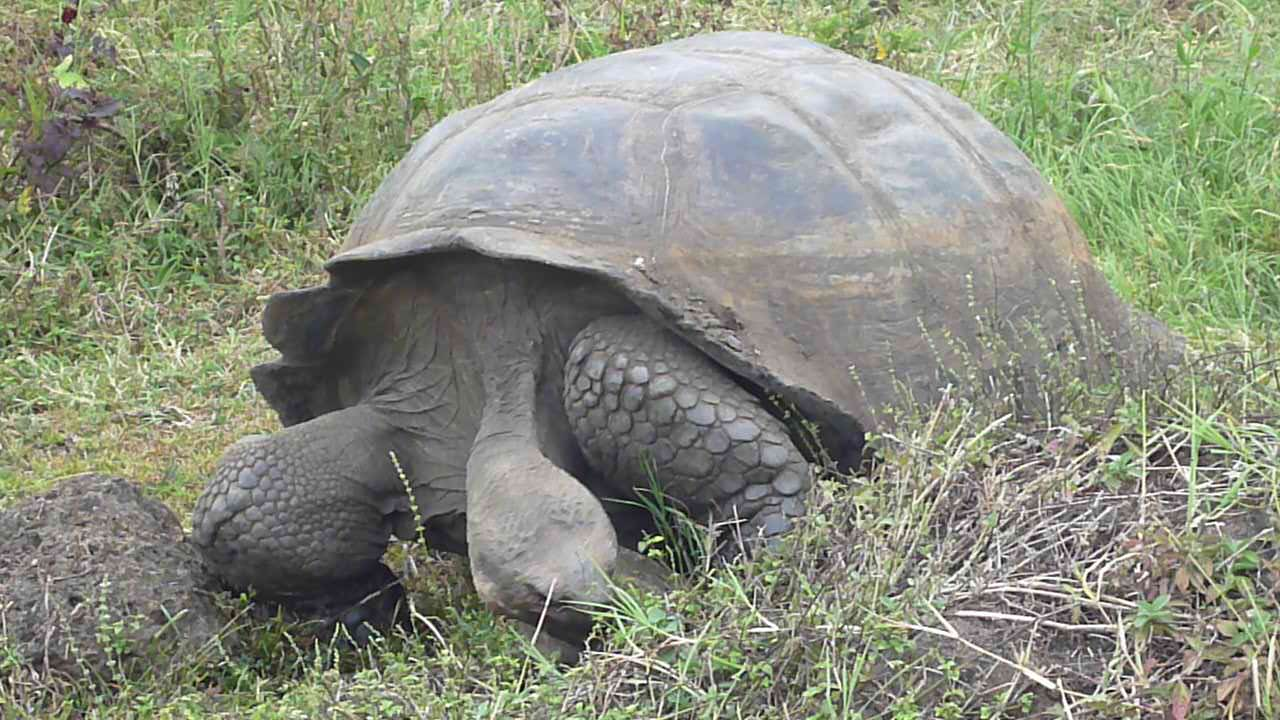
Chelonoidis nigra - sull'isola di Santa Cruz.
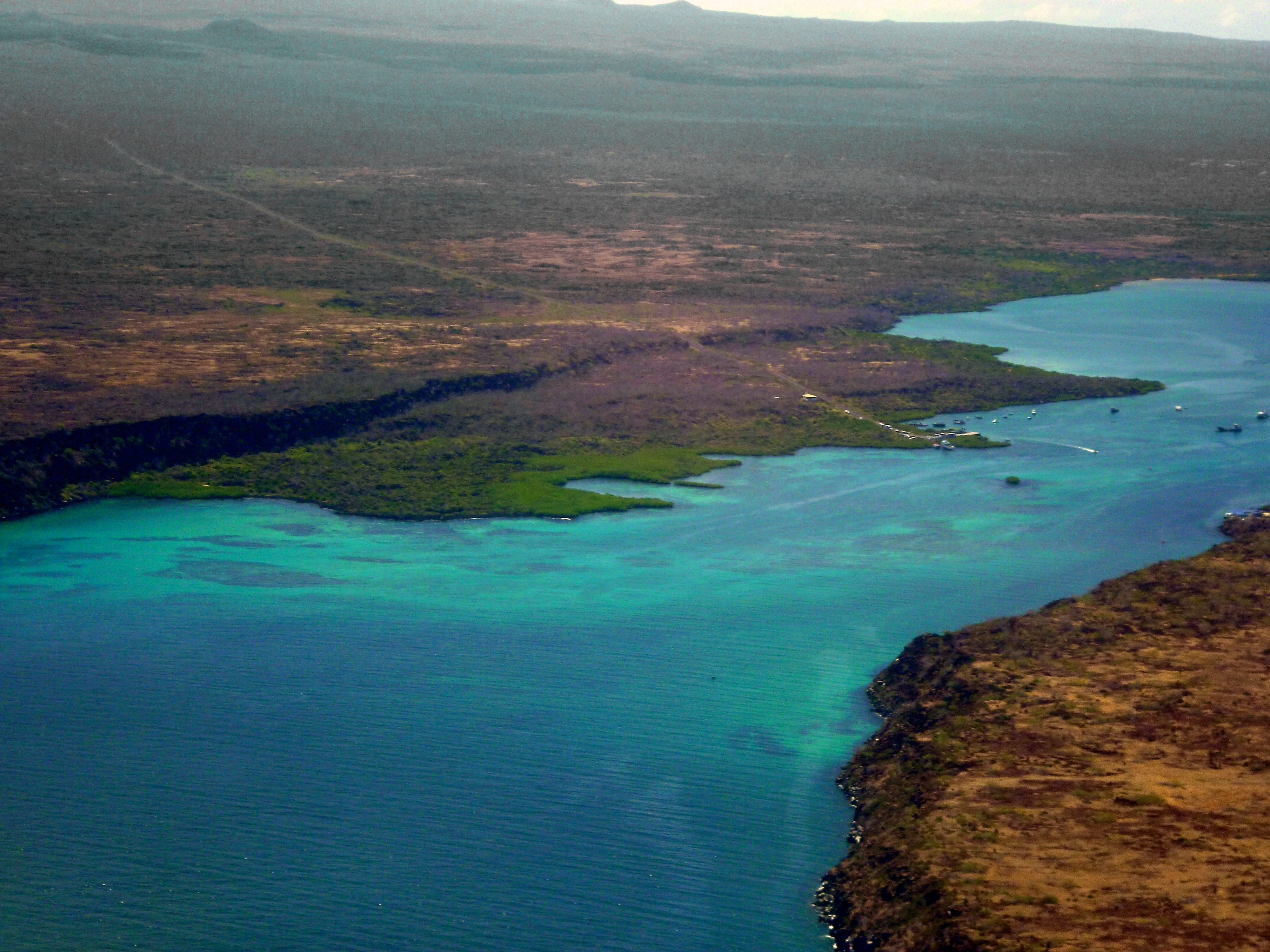
Foto aerea di Santa Cruz, a sinistra, e Baltra, a destra
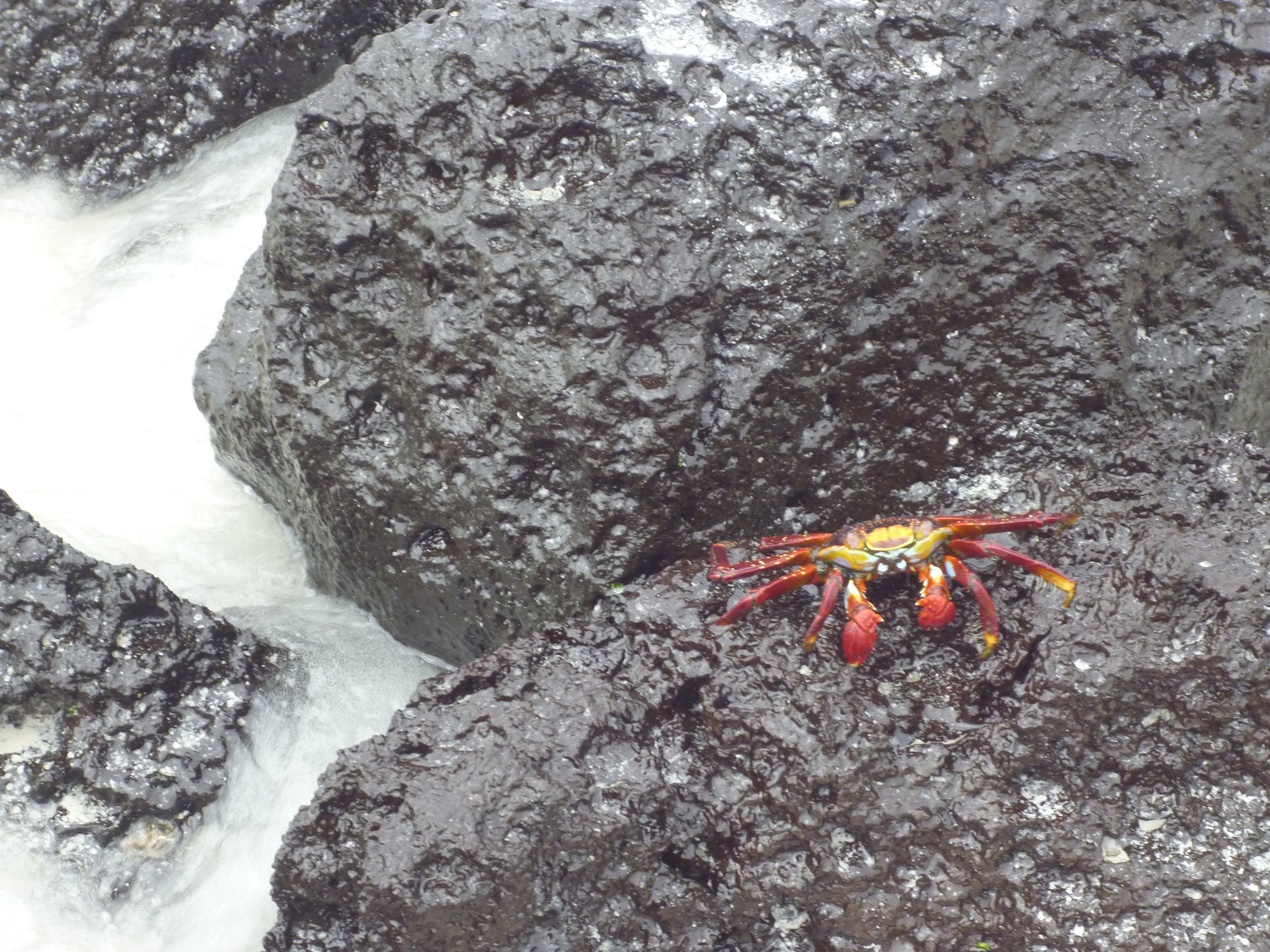
Granchio esotico a Tortuga Bay
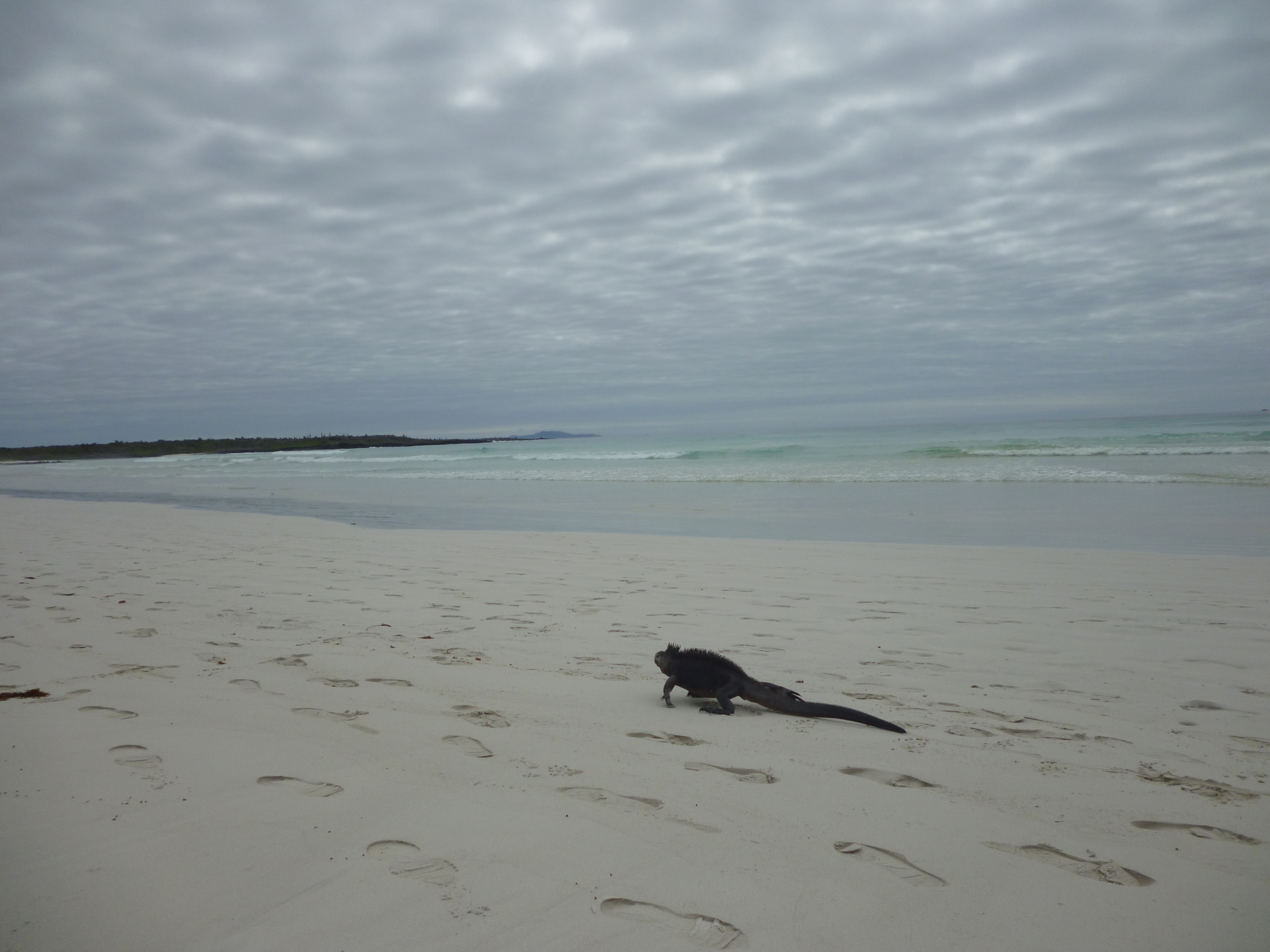
Iguana sulla spiaggia di Tortuga Bay Galapagos
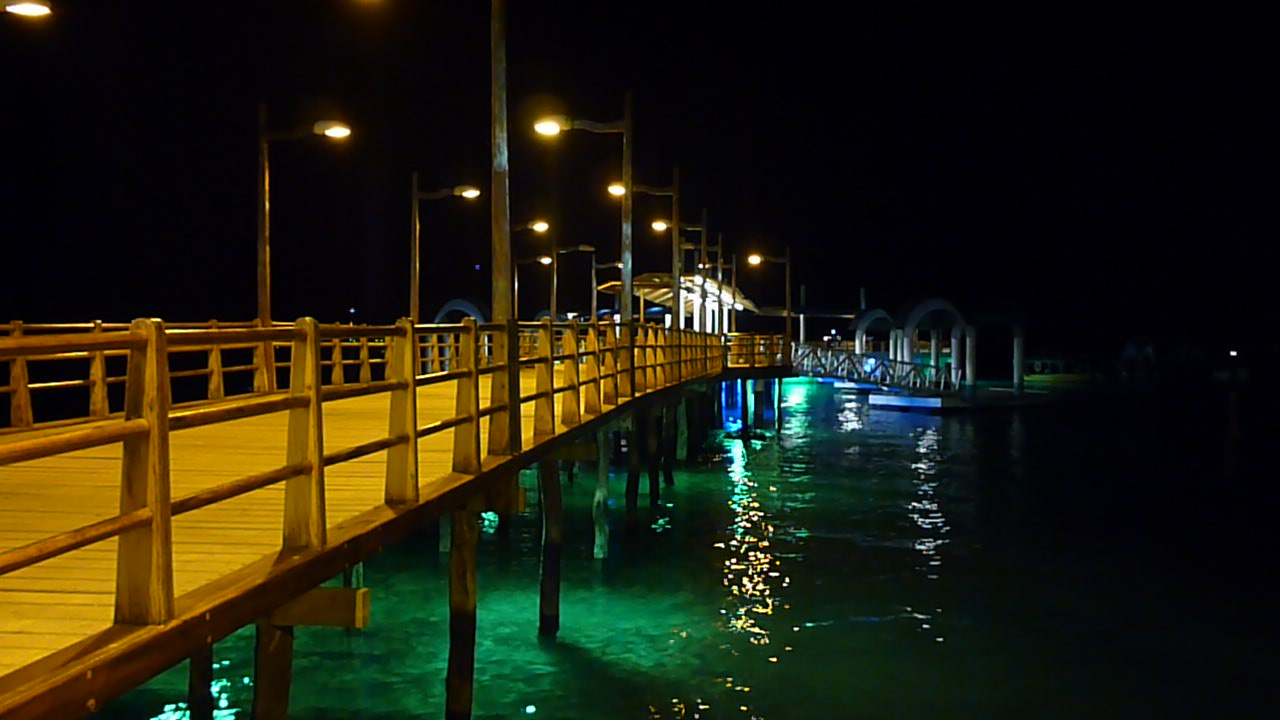
Puerto Ayora, panorama notturno
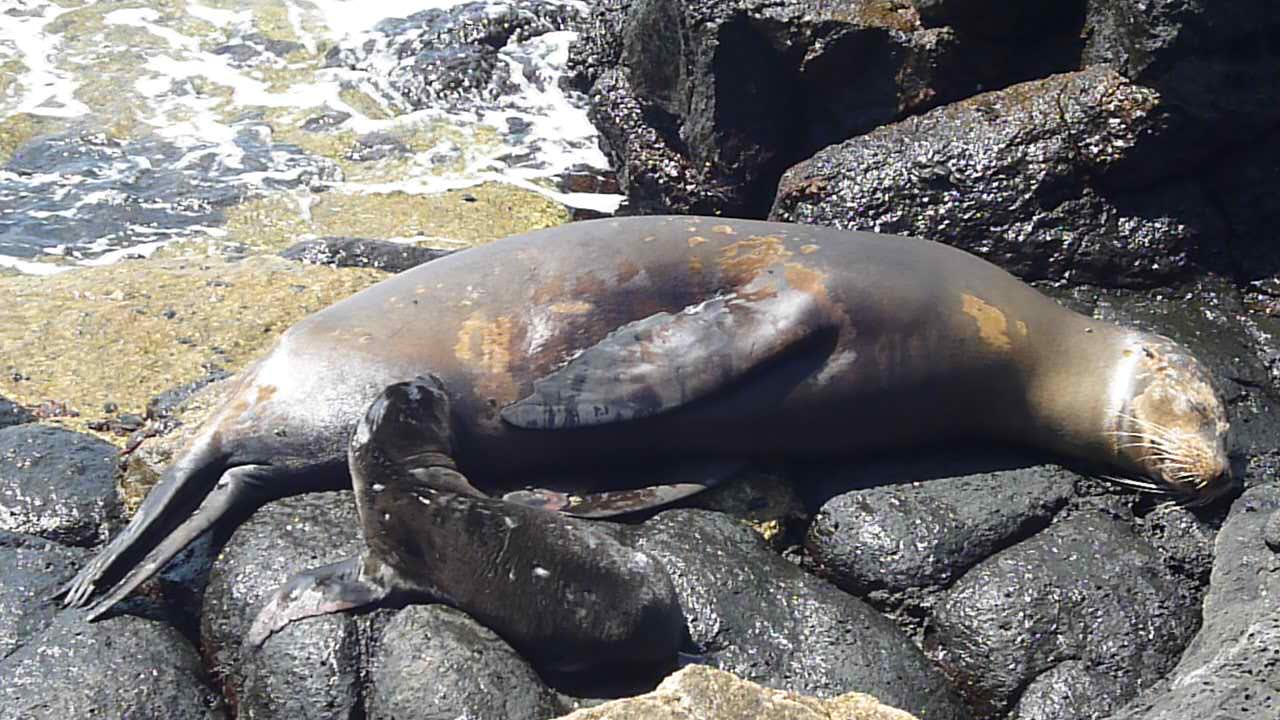
North Seymour Island, Otariidae - leone marino con prole
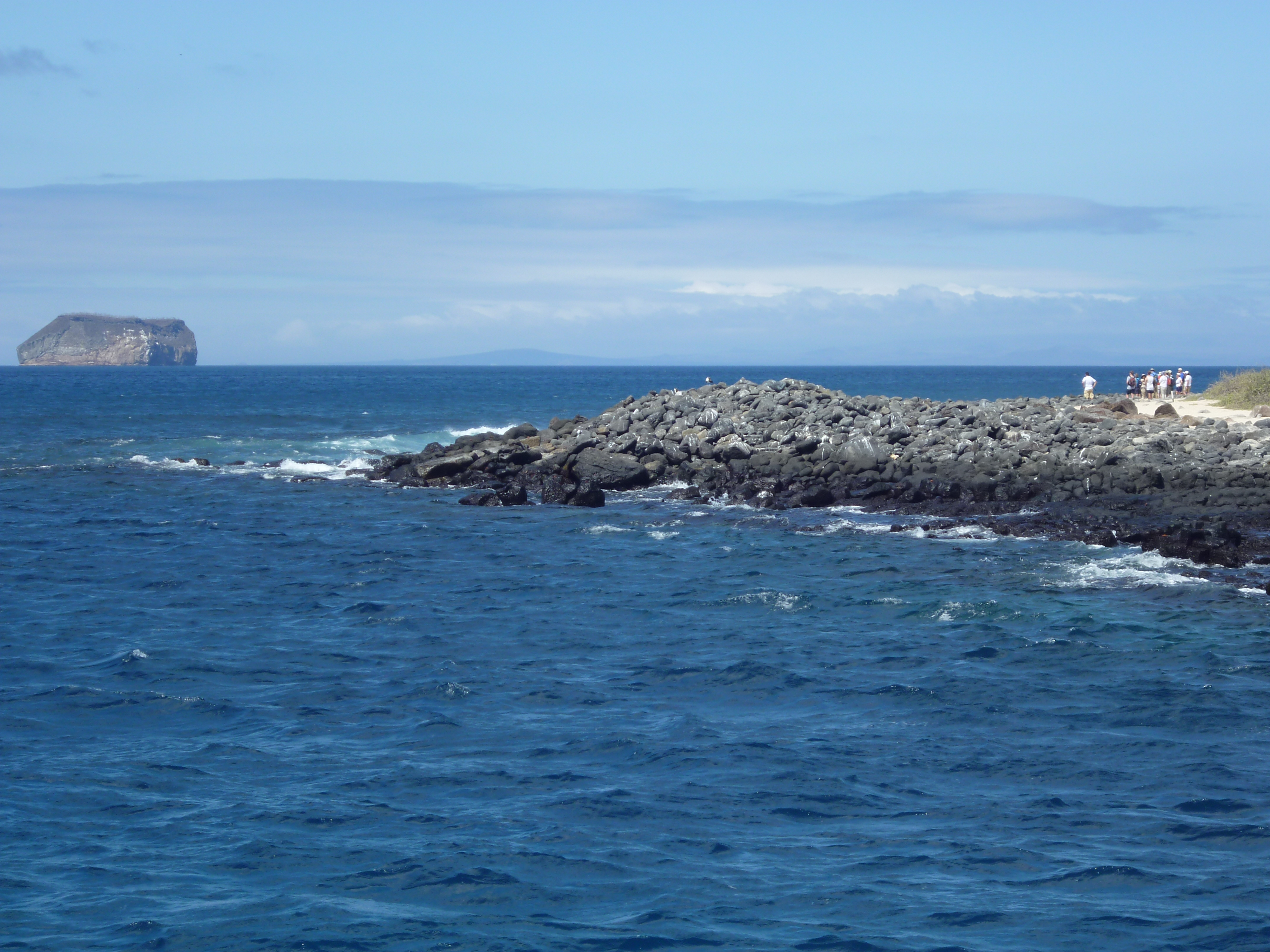
Isola North Seymour
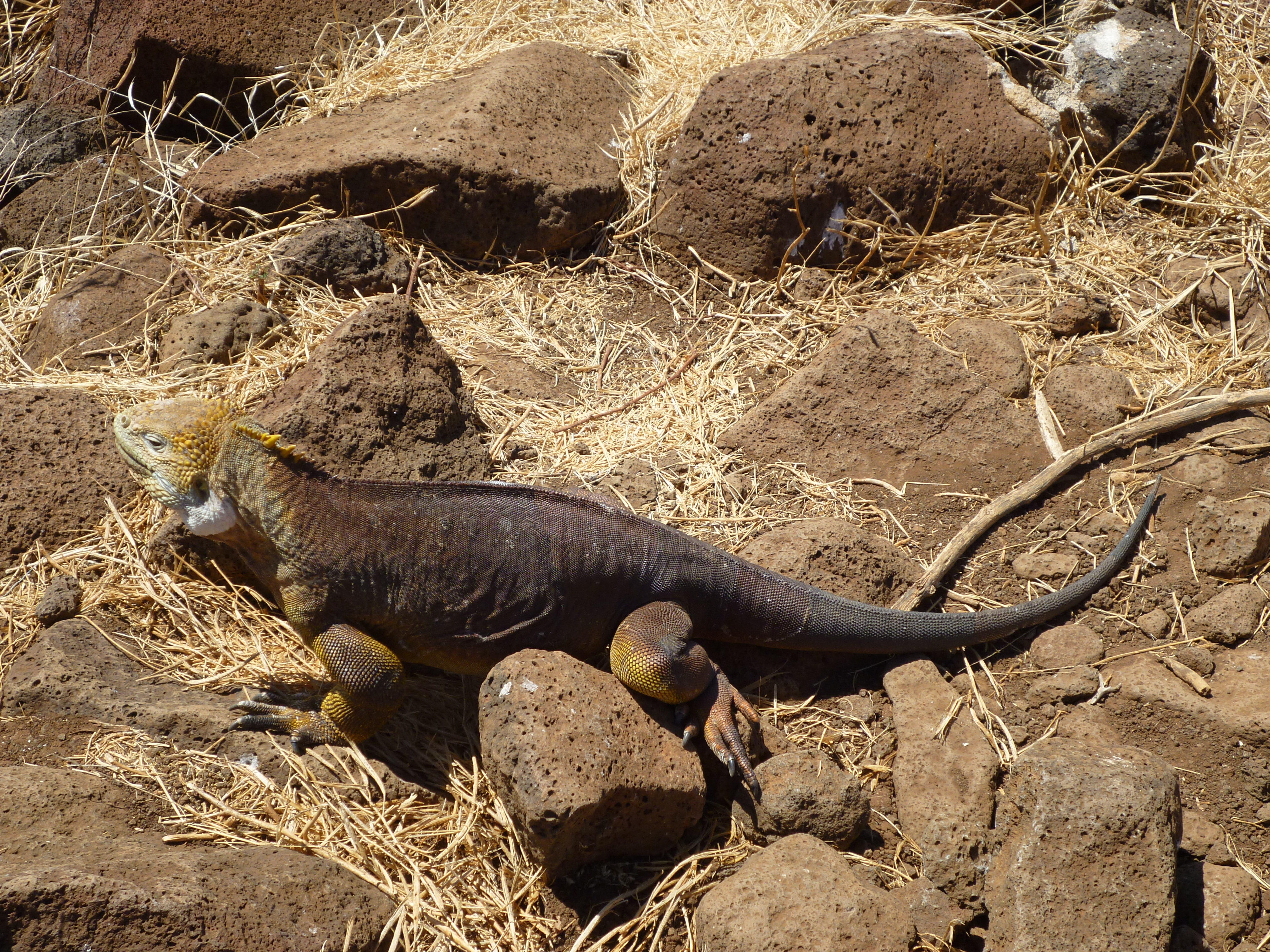
Un'iguana terrestre sull'isola di North Seymour